# Религия в Папуа — Новой Гвинее
Гражданское население Папуа — Новой Гвинеи с разделением по религии, на основе переписи населения 2011 года
 Католическая церковь (26 %) Евангелическая лютеранская церковь Папуа — Новой Гвинеи (18,4 %) Церковь адвентистов седьмого дня (12,9 %) Пятидесятники (10,4 %) Объединённая церковь в Папуа — Новой Гвинее и Соломоновых Островах (10,3 %) Евангельский Альянс (5,9 %) Англиканская церковь (3,2 %) Баптистская церковь (2,8 %) Армия спасения (0,4 %) Церковь Квато (0,2 %) Другие христиане (5,1 %) Нехристиане (1,4 %) Не указано (3,1 %)
Религия в Папуа — Новой Гвинее преимущественно христианская, а также традиционный анимизм и культ предков, часто встречающиеся менее публично как ещё один уровень под или рядом с христианством. Как в теории, так и на практике, суды и правительство поддерживают конституционное право на свободу слова, мысли и убеждений. Значительное большинство жителей Папуа — Новой Гвинеи считают себя приверженцами христианской церкви (96 % по данным переписи 2000 года); однако многие совмещают свою христианскую веру с традиционными верованиями и обычаями коренных народов. Другие религии, распространённые в стране, включают веру бахаи и ислам.
В Докладе Государственного департамента Соединенных Штатов за 2010 год о свободе вероисповедания в мире говорится, что религиозное участие в жизни страны носит относительно мирный характер и никаких сообщений о конфликтах не поступает. Раз в неделю в государственных школах преподается религиозный предмет, и представители христианских церквей проводят занятия, а учащиеся посещают занятия, организуемые церковью по выбору своих родителей. Дети, родители которых не желают посещать занятия, освобождаются. Члены нехристианских конфессий немногочисленны, и они используют семейные и групповые собрания до и после школы для уроков религии.

## Христианство
Процентные показатели переписи населения 2000 года были следующими:
- Римская католическая церковь (27,0%)
- Евангелическо-лютеранская церковь Папуа — Новой Гвинеи (19,5%)
- Объединённая церковь в Папуа — Новой Гвинее и Соломоновых Островах (11,5%)
- Церковь адвентистов седьмого дня (10,0%)
- Пятидесятники (8,6%)
- Евангельский Альянс[англ.] (5,2%)
- Англиканская церковь Папуа — Новой Гвинеи[англ.] (3,2%)
- Баптистская церковь (0,5%)
- Армия спасения (0,2%)
- Другие христиане (10%)
- Свидетели Иеговы (0,4%)
- Церковь Христа (0,4%)[5]

Иглесия ни Кристо, филиппинская христианская церковь, уже обосновалась в стране.
В 2010 году появились новые христианские конфессии, в том числе Свидетели Иеговы и Международная церковь Членов Бога.
Членами Совета церквей Папуа — Новой Гвинеи являются:
- Англиканская церковь Папуа — Новой Гвинеи[англ.]
- Гутнийская лютеранская церковь[англ.] (связана с Синодом лютеранской церкви в Миссури)
- Объединённая баптистская церковь
- Римская католическая церковь
- Евангелическая лютеранская церковь Папуа — Новой Гвинеи[англ.]
- Объединённая церковь в Папуа — Новой Гвинее и Соломоновых Островах[англ.]
- Армия спасения

Существует также ряд других церковных организаций:
- Летний лингвистический институт — это миссионерское учреждение, пользующееся поддержкой консервативных евангельских протестантских церквей в Соединенных Штатах и в меньшей степени Австралии; он переводит Библию на местные языки и проводит обширные лингвистические исследования.
- YWCA[англ.] — христианская ассоциация молодых девушек

## Вера Бахаи
Вера Бахаи в Папуа — Новой Гвинее возникает после 1916 года, когда Абдул-Баха, тогдашний лидер этой религии, сказал, что бахаи должны принять эту веру в этой стране. Первые бахаи («бахаи-первопроходцы») переехали в Папуа — Новую Гвинею в 1954 году. С местными новообращёнными в 1958 году было избрано первое Местное Духовное Собрание Бахаи. Первое Национальное Духовное Собрание было избрано в 1969 году. По данным переписи 2000 года, число представителей веры бахаи не превышает 21 000 человек. Однако Ассоциация архивов религиозных данных (опирающаяся на Всемирную христианскую энциклопедию) оценила численность бахаи в 2005 году в три раза больше — 60 000 человек, или 0,9 % от населения страны. В любом случае, это самая большая религия меньшинства в Папуа — Новой Гвинее. Среди его наиболее известных членов — Маргарет Элиас (англ. Margaret Elias) и Сирус Нараки (англ. Sirus Naraqi).
Элиас является дочерью первой женщины из Папуа — Новой Гвинеи в Национальном собрании, а также она — первая женщина-адвокат страны (в 1970-х годах). Она участвовала в четвертой Всемирной конференции по положению женщин 1995 года и за долгие годы государственной службы, особенно в правительстве страны, получила награду в 1995 и 2002 годах и продолжала поддерживать различные инициативы в области образования.
Нараки жил и работал в Папуа — Новой Гвинее с 1977 — 1979 и 1983 — 1998 годов, частично занимаясь клинической медицинской работой, а также преподавал в Университете Папуа — Новой Гвинеи, где он был награжден в 1999 году и являлся членом континентального совета советников в Австралазии с 1985 года.

## Ислам
Ислам в Папуа — Новой Гвинее насчитывает более 5000 последователей. Большинство из них являются суннитами. Много людей стали мусульманами в результате всплеска обращений в ислам. Несмотря на то, что приверженцы ислама являются доминирующей религией в соседней стране, Индонезии, они составляют небольшую часть населения.

## Традиционные религии
Традиционные религии часто являются анимистскими, и во многих из них присутствуют элементы поклонения предкам, а также ведьмы-тамам.

## Карго-культ
Некоторые карго-культы возникли в Папуа — Новой Гвинее в XX веке, включая таро-культ и события, известные как Вайлальское безумие.